# Vlak Henschel-Wegmann

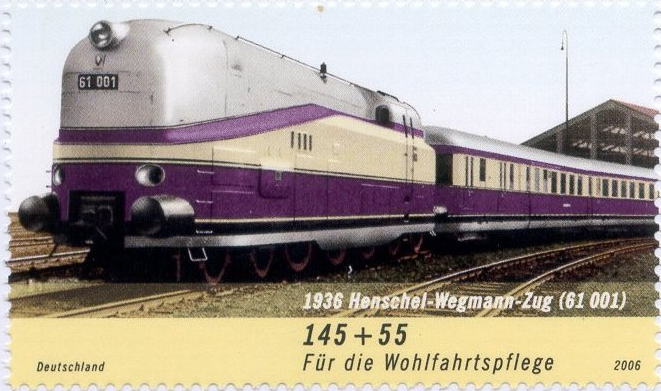
Vlak Henschel-Wegmann s lokomotivou 61 001

Vlak Henschel-Wegmann (něm. Henschel-Wegmann-Zug) byl soupravou Německých říšských drah, která od června 1936 do srpna 1939 zajišťovala rychlé spojení bez zastávek mezi Berlínem a Drážďany. Jediná souprava tohoto vlaku byla tvořena oplášťovanou parní lokomotivou řady 61 a aerodynamicky tvarovanými vozy.

## Vývoj

### Okolnosti vzniku
Na počátku 30. let 20. století se Německé říšské dráhy (Deutsche Reichsbahn-Gesellschaft) rozhodly zavést rychlá spojení mezi významnými městy. Od roku 1931 byly stavěny motorové jednotky jako „Létající Hamburčan“, které byly od roku 1933 velmi úspěšně nasazeny do provozu. Tím vyvstala výrobcům parních lokomotiv vážná konkurence. K tomu se připojil fakt, že od počátku světové hospodářské krize německé dráhy neobjednávaly prakticky žádné lokomotivy. Cenové propočty ukázaly, že nasazení parní lokomotivy by mohlo být ve srovnání s motorovými jednotkami cenově příznivější. Vedení lokomotivky Henschel v Kasselu a její ředitel Karl Imfeld se proto rozhodli vyvinout parní lokomotivu, která by svými parametry mohla konkurovat motorovým jednotkám.

### Plány
V dubnu 1933 předali zástupci firem Henschel a vagónky Wegmann & Co. generálnímu řediteli DRG (Deutschen Reichsbahn-Gesellschaft), Juliu Dorpmüllerovi „Studii vysokorychlostního parního vlaku“, která předpokládala použití soupravy složené z lehké tendrové lokomotivy na přehřátou páru o uspořádání 2´B1´ a dvojdílného vozu, s nízkými pořizovacími, udržovacími a provozními náklady, která by poskytovala cestujícím nejvyšší pohodlí. Ke snížení odporu vzduchu měla být celá souprava aerodynamicky tvarovaná. Dvojdílný vůz měl být na obou koncích zaoblen. Oplášťovaná lokomotiva měla mít oplášťování protažené přes tendr tak, že by překrývalo čelo připojeného vozu. Vůz s lokomotivou měl být spojen samočinným spřáhlem.
10. ledna 1934 přijal lokomotivní referent říšských drah Friedrich Fuchs zástupce firem Henschel a Wegmann a porovnal jejich návrh s představou říšských drah – vlakem složeným ze čtyř čtyřnápravových vozů. Pro toto změněné zadání navrhl Henschel tendrovou lokomotivu s uspořádáním 2'C2' a 27. března 1934 předložil nový projekt ředitelství říšských drah. 28. srpna obdržely firmy Henschel a Wegmann objednávku na stavbu vlaku.

### Stavba
Předání lokomotivy se uskutečnilo 31. května 1935. Její konstrukční rychlost byla 175 km/h. Hnací kola o průměru 2 300 mm umožňovala bez problémů dosažení této rychlosti, v pravidelném provozu však byla maximální rychlost pouze 160 km/h. Dopředu zešikmené vodojemy umožňovaly posádce dobrý výhled na trať. Pojezd byl oplášťován kompletně.
Při ceně cca 230 000 říšských marek byla lokomotiva výrazně dražší, než se původně předpokládalo. V ceně ovšem byly zahrnuty i veškeré konstrukční úpravy. Cena čtyř vozů byla 446 800 říšských marek. Pro srovnání: sériová lokomotiva řady 03 stála v téže době cca 200 000 říšských marek, třídílná jednotka typu „Köln“ sériového provedení vyšla o tři roky později na 600 000 říšských marek, prototyp SVT 135 155 na celý milion.
Krátce po zahájení stavby lokomotivy 61 001 byly zahájeny projektové práce na variantě označené 61 002, která byla postavena počátkem roku 1939. Tato lokomotiva obdržela větší zásobníky uhlí a vody, s tím souvisel třínápravový zadní podvozek, dále tříválcový parní stroj a u komína usměrňovací kouřové plechy podobné, jako měly oplášťované lokomotivy řad 01.10 a 03.10. V květnu proběhly první zkušební jízdy a 12. června 1939 byla lokomotiva předána do depa Berlin-Grunewald.

## Označení vozidel a jejich vybavení
Henschel-Wegmann-Zug se skládal z:
- oplášťované tendrové parní lokomotivy 61 001 s uspořádáním náprav 2’C2’, vnitřními válci a 2,30 m vysokými hnacími koly, s maximální rychlostí 175 km/h;
- koncového vozu SBC 4ü-35 s 24 místy k sezení ve druhé třídě a 32 ve třetí, dále se čtyřmi otočnými sedadly v panoramatickém oddíle na konci vozu.
- dvou středních vozů SBC 4ü s 12 místy ve druhé a 56 ve třetí třídě
- koncového vozu SWRPwPost 4ü s poštovním oddílem a jídelnou s 23 místy.

Spojené vozy se podobaly vysokorychlostním motorovým jednotkám své doby. Jednalo se o vozy lehké stavby, jejichž hmotnost byla ve srovnání s běžnými osobními vozy o 5–10 t nižší. Nakrátko spojené vozy bylo možno rozpojit pouze v depu. Pro spojení s lokomotivou sloužilo spřáhlo Scharfenberg propojující zároveň i vzduchová potrubí. Koncové vozy měly zaoblená čela a snížené střechy. Podvozky odpovídaly typu Görlitz III, nápravy měly valivá ložiska, podvozky byly opatřeny čelisťovou brzdou, která působila přímo na disky kol.

## Provoz

### Představení vozidel
Henschel-Wegmann-Zug byl poprvé představen na velké výstavě ke stému výročí německých železnic, která se konala od 14. června do 13. října 1935 v Norimberku. 29. listopadu se vozidla znovu ukázala na přehlídce, při které si prohlédl stanoviště strojvedoucího Adolf Hitler. Teprve po těchto propagandistických akcích mohli začít technici ověřovat vlastnosti nových vozidel.

### Zkušební jízdy
Na trati Berlín – Hamburk bylo dosaženo nejvyšší rychlosti 185 km/h. Při této rychlosti se však projevil neklidný chod lokomotivy způsobený nevyvážeností dvojčitého stroje. Plánované provozní rychlosti 160 km/h dosáhl vlak v šesti minutách. Do 14. května 1936 ujela souprava téměř 21 000 km ve zkušebním provozu.

### Pravidelný provoz
| Stanice                 | D 53  | D 57  |
| ----------------------- | ----- | ----- |
| Dresden Hauptbahnhof    | 09.31 | 17.26 |
| Berlin Anhalter Bahnhof | 11.12 | 19.06 |

| Stanice                 | D 54  | D 58  |
| ----------------------- | ----- | ----- |
| Berlin Anhalter Bahnhof | 15.10 | 22.10 |
| Dresden Hauptbahnhof    | 16.54 | 23.52 |

Od zavedení letního jízdního řádu v roce 1936 obsluhoval Henschel-Wegmann-Zug rameno Berlín – Drážďany na dvou párech vlaků denně. Nejrychlejší spoj s jízdní dobou 1 h 40 minut zkrátil dosavadní nejkratší jízdní dobu o 28 minut. V oficiálních výpočtech se uváděla průměrná rychlost pouze mezi Berlínem a stanicí Dresden Neustadt, která dosahovala 111,2 km/h, což byla dobrá reklama. Cestující ve vlaku platili obyčejný rychlíkový příplatek, na rozdíl od vyššího příplatku v motorových jednotkách.
Zjevně sotva dostačující byl čas na obrat mezi vlaky D 54 a D 57. Lokomotiva musela nejen přejet na opačný konec vlaku, ale ještě doplnit zásoby. Na otočení už nezbýval čas. Tuto chybu odstranily říšské dráhy hned se zimní změnou jízdního řádu. Při poruše lokomotivy byla nasazena na soupravu lokomotiva řady 01 nebo 03, které ovšem zdaleka nemohly dosáhnout jízdních dob vysokorychlostní lokomotivy. Tehdejší jízdní doba 100 minut nebyla dosud (2012) překonána.

## Konec vlaku

### Za druhé světové války
Krátce před přepadením Polska byla v srpnu 1939 zastavena rychlá doprava mezi oběma zemskými hlavními městy. Vozy připadly Wehrmachtu, zprvu sloužily pro přepravu vysokých důstojníků, později po odstranění vnitřního zařízení pro přepravu raněných.
Lokomotiva 61 001 sloužila k vytápění v depu Berlin-Grunewald. Od prosince 1940 se objevila znovu v depu Dresden-Altstadt v rychlíkové dopravě, v listopadu 1942 obdržela konvenční tažné a narážecí ústrojí. Provozní záznamy svědčí o omezeném nasazování do provozu. Od roku 1943 do konce války byla přidělena k dílnám Braunschweig.
Přejímka lokomotivy 61 002 se uskutečnila na přelomu let 1939/40, takže do pravidelného provozu se soupravou Henschel-Wegmann-Zug již nezasáhla. Tentýž osud potkal i pátý, v roce 1940 postavený vůz, který byl spolu s ostatními čtyřmi odstaven do roku 1946 ve stanici Hamburg-Langenfelde.

### Po skončení války

#### Blauer Enzian

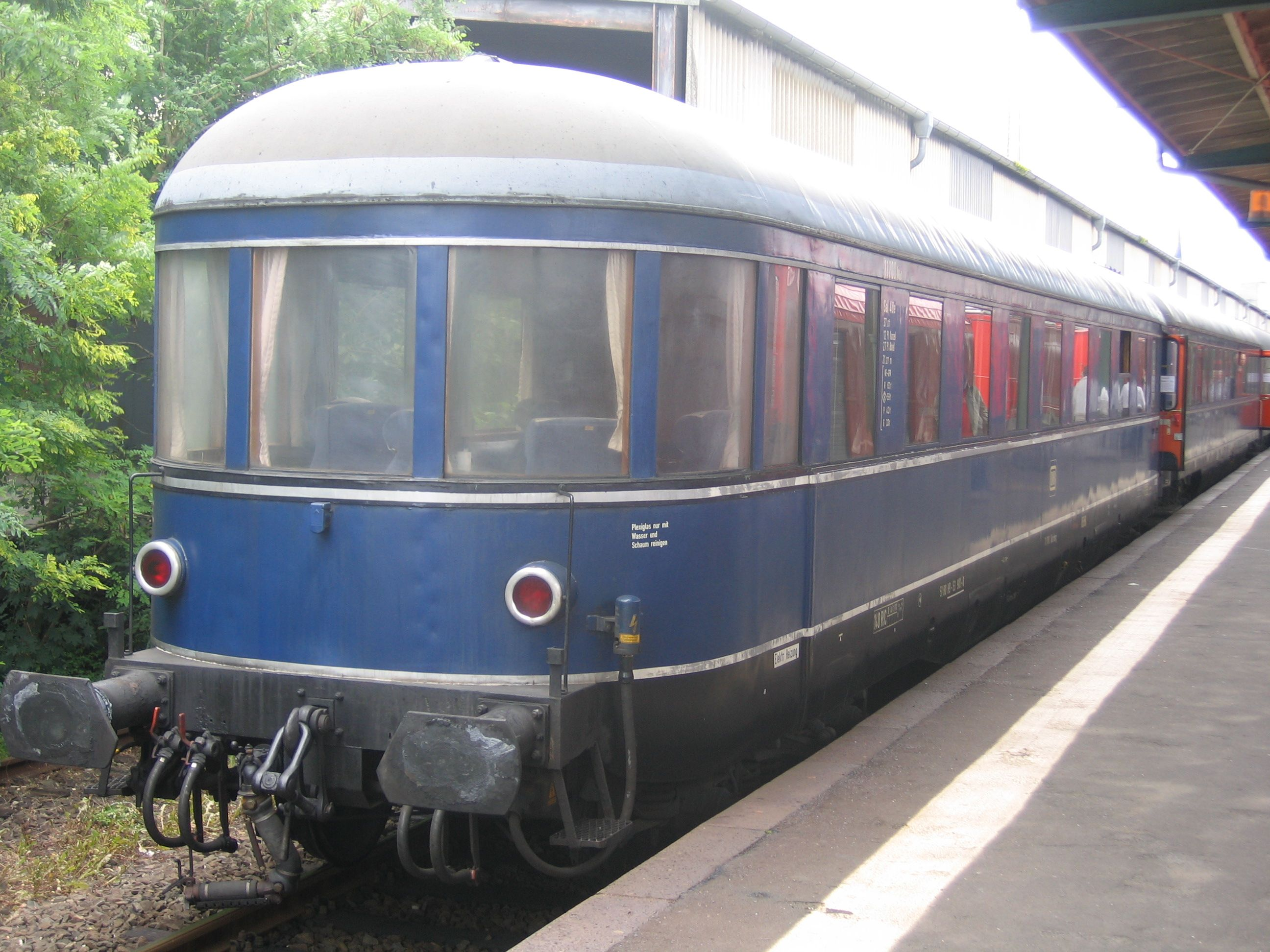
Souprava vlaku Blauer Enzian

Po skončení druhé světové války převzaly vozy Německé spolkové dráhy a předaly firmě Wegmann k přestavbě na vlak s oddíly druhé třídy (po mezinárodní změně tříd v letech 1956–1959 první). Od roku 1954 byla souprava provozována na spoji F55/56 „Blauer Enzian“ (modrý hořec) mezi Hamburkem a Mnichovem. Vlak poskytoval nejvyšší komfort. Původní oddíly třetí třídy byly zpárovány do větších oddílů s otočnými křesly. Jelikož souprava stačila pouze pro jeden vlak v jednom směru denně, byla sestavena ještě jedna souprava složená ze dvou salonních vozů (z nichž jeden původně náležel Hermannu Göringovi), dvou nerekonstruovaných jídelních vozů a jednoho koncového vozu se připodobněnému vlaku Henschel-Wegmann. Od dubna 1959 došlo k nasazení moderních vozů a všech pět původních vozů bylo v roce 1962 vyřazeno a sešrotováno. Vůz zachovaný v dopravním muzeu v Norimberku je původem z druhé soupravy Blauer Enziana.

#### Lokomotiva 61 001
Lokomotiva 61 001 se po skončení války nacházela v britské okupační zóně – byla přidělena depu Hannover. Mezi červencem 1945 a březnem 1946 najezdila v osobní dopravě cca 40 000 km. V roce 1947 prodělala hlavní opravu a 23. října 1948 byla umístěna v depu Bebra, kde byla do května 1949 nasazována do pravidelného provozu. Poté byla znovu nasazena od listopadu 1950 a dosahovala měsíčního proběhu od 3 do 10 tisíc km. Při nehodě 2. listopadu 1951 v Münsteru byla těžce poškozena, 14. listopadu 1952 vyřazena a v roce 1957 sešrotována.

#### Lokomotiva 61 002
Lokomotiva 61 002 zůstala v Drážďanech a byla nasazována v dálkové osobní dopravě. Jako jediný kus byla pro provoz přítěží. Pro zkušební a vývojový ústav lokomotivního hospodářství (Versuchs- und Entwicklungsstelle für Maschinenwirtschaft – VES-M pod vedením Maxe Baumberga) byla jako zkušební stroj pro rychlosti přes 160 km/h zajímavá. Proto ji v roce 1961 nechaly Německé říšské dráhy (Deutsche Reichsbahn) v dílnách v Meiningenu rekonstruovat na zkušební lokomotivu s taženým tendrem. Lokomotiva dostala nové číslo 18 201, nový kotel, vnější válce z vysokotlaké lokomotivy H 45 024, nový svařovaný střední válec (původní válce pro tlak 20 bar měly pro tlak 16 bar nového kotle příliš malý průměr) a novou běžnou nápravu taktéž z lokomotivy H 45 024. Lokomotiva dosahuje rychlosti 180 km/h.